# Horde de Boukeï
1801–1845
La Horde de Boukeï ou Horde Bukey (russe : Букеевская Орда, kazakh : Бөкей Ордасы), aussi connue sous le nom de Horde intérieure, est un khanat kazakh autonome ayant existé au sein de l'actuel Kazakhstan entre 1801 et 1845. Boukeï Khan (ru) y règne de 1812 à 1815.

## Localisation et population
La Horde de Boukeï était située au nord de la mer Caspienne, entre le fleuve Oural et la Volga bien que son territoire ne se soit jamais étendu jusqu'à pouvoir atteindre ces deux fleuves.
Administrativement, elle appartenait alors au Gouvernement d'Astrakhan, une division de l'Empire russe, et est aujourd'hui située dans la partie ouest du Kazakhstan moderne. La Horde de Boukeï s'étendait sur près de 71 000 km2.
La Horde de Boukeï comptait 5000 familles, appartenant au sous-groupe ethnique de la Petite jüz, l'une des trois principales divisions du peuple kazakh (souvent appelé "kirghize" dans les sources anciennes). Au milieu du XIXe siècle, elle comptait jusqu'à 200 000 membres.

## Histoire
En 1756, les Russes décident de bannir les Kazakhs et de les empêcher de traverser le fleuve Oural dans le but de servir les intérêts d'un autre peuple turc : les Bachkirs. Toutefois, cette manœuvre s'avère difficile car de nombreux kazakhs continuent de traverser l'Oural et de nombreux conflits ont donc lieu avec le peuple des Cosaques de l'Oural.
En 1771, les Kazakhs suivent l'exode des Kalmouks, un peuple descendant des Mongols occidentaux, en direction de la Dzoungarie et la zone se dépeuple donc progressivement. Les Russes décident alors d'empêcher les derniers Kalmouks de partir et les confinent à l'ouest de la Volga. De plus, pour les convaincre de rester, les dirigeants russes accordent certains privilèges aux Kazakhs ayant suivi les Kalmouks. En 1782, ils autorisent ainsi Nour Ali (Нұралы), un des principaux chefs Kazakhs, et sa famille à traverser légalement le fleuve Oural.
En 1801, le gouvernement russe autorise le fils de Nour Ali, le sultan Boukeï, Bökeï khan (kk) (kazakh : Бөкей хан, décédé le 21 mai 1815) ou Bokei Nuralyuly, ainsi que 7500 autres familles de la Petite jüz à résider de manière permanente à l'ouest du fleuve Oural. Cela marque la naissance de la Horde de Boukeï, qui prendra son nom du sultan Boukeï Nuralyuly. Bokey est le fils de Nuraly (kazakh : Нұралы, 1704 – 1790) qui lui donne son nom de famille.
De 1819 à 1823, après la mort de Boukeï, Shygai Khan succède à ce-dernier en tant que khan de la Horde de Boukeï. Puis, de 1823 à 1845, c'est à Zhangir Khan de la diriger.
En 1845, après la mort de Zhangir-Kerey Khan, le khanat de la Horde de Boukeï revient progressivement sous la tutelle de l'Empire russe et la zone perd son autonomie.